# Vixen (videogioco)
Vixen è un videogioco pubblicato nel 1988, prima per i computer a 8 bit Amstrad CPC, Commodore 64 e ZX Spectrum e poi per i 16 bit Amiga, Atari ST e MS-DOS. In Germania venne pubblicato con il titolo She-Fox, che come vixen significa "volpe femmina" in inglese, per evitare l'assonanza con la parolaccia wichsen in tedesco. È un gioco d'azione in cui si controlla una guerriera in abiti succinti, raffigurata in copertina dalla modella britannica Corinne Russell, sulla quale è basato anche l'aspetto del personaggio in gioco.

## Trama
Il gioco si svolge nel selvaggio pianeta Granath, dominato dai dinosauri, che in questo universo parallelo non si sono estinti come sulla Terra. La protagonista Vixen è una dei pochi umani che sopravvivono in questo ambiente. Abbandonata da piccola e allevata dalle volpi, è divenuta una avvenente guerriera con poteri soprannaturali: una frusta magica in grado di sgretolare la roccia e la capacità di trasformarsi in una volpe, che utilizzerà per lottare contro i dinosauri.

## Modalità di gioco
La meccanica di gioco è sullo stile di Rygar o di Thundercats, senza particolari innovazioni. L'ambiente è a scorrimento orizzontale verso destra con visuale di profilo. Vixen deve attraversare percorsi con piattaforme, con la capacità di correre nei due sensi, saltare, abbassarsi e avanzare anche accovacciata, e usare la frusta come arma a corto raggio.
Lungo il percorso si incontrano piccoli dinosauri e altre creature mostruose, letali al contatto, alcune anche volanti. Si può perdere una vita anche cadendo in un baratro o esaurendo il tempo a disposizione. Per completare un livello basta raggiungere l'uscita.
Si incontrano anche pietre e sfere metalliche che possono essere distrutte con la frusta, liberando oggetti da raccogliere: gemme per il punteggio, icone di teste di volpe che aumentano una barra indicatrice del "tempo volpe", o altri bonus.
I livelli principali sono giocati in forma umana, ma se si riesce a superare un livello e ad accumulare tempo volpe a sufficienza, si ha accesso a un livello di intermezzo dove si controlla Vixen in forma di volpe, disarmata. Questi livelli, sotterranei e privi di nemici, hanno lo scopo di raccogliere bonus, ma anche qui si può perdere una vita precipitando o terminando il tempo volpe prima di raggiungere l'uscita.
Gli oggetti ottenibili soltanto in questi livelli sono una frusta più potente e gemme persistenti che fanno da moltiplicatori del punteggio; questi potenziamenti però si perdono quando si perde una vita.